# Emanuel Winge
Emanuel Fredrik Hagbarth Winge, född den 20 december 1827 i Fredriksværn, död den 18 november 1894 i Kristiania (nuvarande Oslo), var en norsk läkare.
Emanuel Winge blev student 1845 och candidatus medicinæ 1851 samt anställdes 1853 under den stora koleraepidemin i Kristiania vid ett av lasaretten där, varefter han blev skeppsläkare på fregatten "Freya" 1854. Efter resor i utlandet med offentligt understöd 1857-58 utnämndes han sistnämnda år till prosektor vid rikshospitalet i Kristiania, där han också föreläste för studenterna samt åtföljde året därpå Virchow, då denne på uppdrag av norska regeringen gjorde en resa för att studera spetälskan i Bergens och Trondhjems stift. 
År 1860 utnämndes Winge till professor i allmän patologi och patologisk anatomi, varefter han 1869 erhöll professuren i speciell patologi och terapi samt överläkarbefattningen vid rikshospitalets medicinska avdelning. Winge tillhörde sedan 1873 redaktionen av "Norsk magazin for lægevidenskab" och lämnade dessutom många värdefulla bidrag till "Klinisk aarbog", "Magazin for lægevidenskab" med flera tidskrifter. År 1889 skänkte han 10 000 kronor till understödsfonden för norska läkare och deras änkor. Vid Uppsala universitets jubelfest 1877 blev han medicine hedersdoktor.